# Фјорентина (Ливорно)
Фјорентина је насеље у Италији у округу Ливорно, региону Тоскана.
Према процени из 2011. у насељу је живело 88 становника. Насеље се налази на надморској висини од 18 м.